# Muhlenbergia andina
Muhlenbergia andina är en gräsart som först beskrevs av Thomas Nuttall, och fick sitt nu gällande namn av Albert Spear Hitchcock. Muhlenbergia andina ingår i släktet muhlygräs, och familjen gräs. Inga underarter finns listade i Catalogue of Life.